# Sienna Hearn
Sienna Hearn (Sydney, 16 de julho de 2002) é uma jogadora de polo aquático australiana.

## Carreira
Hearn estuda na Universidade Católica Australiana em Strathfield. Ela joga pelo Balmain Tigers em Sydney.
Hearn jogou pela seleção nacional pela primeira vez em 2022. Na Copa do Mundo de 2024, em Doha, as australianas perderam por 9:10 para o time dos Estados Unidos nas quartas de final e terminaram em sexto lugar. Hearn marcou nas quartas de final. Cinco meses depois, nos Jogos Olímpicos de Verão de 2024, em Paris, conquistou a medalha de prata no torneio feminino do polo aquático, após confronto na final contra a equipe espanhola.